# Cantó d'Évreux-Sud
El cantó d'Évreux-Sud és un cantó francès del departament de l'Eure, situat al districte d'Évreux. Té 7 municipis i el cap es Évreux.

## Municipis
- Angerville-la-Campagne
- Les Baux-Sainte-Croix
- Évreux (part)
- Guichainville
- Le Plessis-Grohan
- Saint-Luc
- Les Ventes

## Història
| Data d'elecció                           | Identitat         | Partit           | Qualitat |
| ---------------------------------------- | ----------------- | ---------------- | -------- |
| 1945-1958                                | Augustin Azemia   | SFIO             |          |
| 1951-1958                                | Mme Lambert       | Divers droite    |          |
| 1958-1976                                | Augustin Azemia   | SFIO, després PS |          |
| 1976-2001                                | Roland Plaisance  | PCF              |          |
| 2001-                                    | Michel Champredon | PS, després PRG  |          |
| les dades anteriors no són pas conegudes |                   |                  |          |
|                                          |                   |                  |          |

## Demografia
| A partir de 1990: Població sense dobles comptes |